# 1938 en football canadien
Chronologie
Saison précédente Saison suivante
1938 est la 54e saison depuis la fondation de la Canadian Rugby Football Union en 1884.

## Événements
Les Eskimos d'Edmonton se joignent à la Western Interprovincial Football Union et portent des uniformes bleu et blanc.
L'équipe de Montréal s'appelle maintenant les Cubs ; elle remplace les Indians.
Quatre clubs demandent à être admis dans la Interprovincial Rugby Football Union, mais ils sont refusés. Plus tard dans l'année, certains dirigeants comme Jimmy McCaffrey d'Ottawa sont en faveur de fusionner l'IRFU et l'ORFU.
La Quebec Rugby Football Union se retire de la compétition pour la coupe Grey.

## Classements
| Clt   | Équipe                   | PJ | V | D | N | BP  | BC  | Pts |
| ----- | ------------------------ | -- | - | - | - | --- | --- | --- |
| +001, | Bronks de Calgary        | 8  | 6 | 2 | 0 | 50  | 27  | 12  |
| +002, | Blue Bombers de Winnipeg | 8  | 6 | 2 | 0 | 114 | 63  | 12  |
| +003, | Roughriders de Regina    | 8  | 4 | 4 | 0 | 69  | 55  | 8   |
| +004, | Eskimos d'Edmonton       | 8  | 0 | 8 | 0 | 29  | 117 | 0   |

| Clt   | Équipe                | PJ | V | D | N | BP  | BC  | Pts |
| ----- | --------------------- | -- | - | - | - | --- | --- | --- |
| +001, | Rough Riders d'Ottawa | 6  | 5 | 1 | 0 | 141 | 41  | 10  |
| +002, | Argonauts de Toronto  | 6  | 5 | 1 | 0 | 151 | 52  | 10  |
| +003, | Tigers de Hamilton    | 6  | 2 | 4 | 0 | 42  | 122 | 4   |
| +004, | Cubs de Montréal      | 6  | 0 | 6 | 0 | 35  | 168 | 0   |

### Ligues provinciales
| Clt   | Équipe                 | PJ | V | D | N | BP | BC  | Pts |
| ----- | ---------------------- | -- | - | - | - | -- | --- | --- |
| +001, | Imperials de Sarnia    | 6  | 3 | 1 | 2 | 97 | 29  | 8   |
| +002, | Montreal Nationals     | 6  | 3 | 1 | 2 | 77 | 42  | 8   |
| +002, | Balmy Beach de Toronto | 6  | 3 | 3 | 0 | 73 | 33  | 6   |
| +003, | Peterborough           | 6  | 0 | 5 | 0 | 15 | 158 | 2   |

## Séries éliminatoires

### Demi-finale WIFU
- 29 octobre: Roughriders de Regina 0 - Blue Bombers de Winnipeg 3

### Finale WIFU
- 5 novembre : Blue Bombers de Winnipeg 12 - Bronks de Calgary 7
- 12 novembre : Bronks de Calgary 2 - Blue Bombers de Winnipeg 13

Les Blue Bombers de Winnipeg gagnent la série 25-9 et passent au match de la coupe Grey.

### Demi-finales de l'Est
- 19 novembre : Rough Riders d'Ottawa 1 - Argonauts de Toronto 9
- 26 novembre : Argonauts de Toronto 5 - Rough Riders d'Ottawa 3

Les Argonauts de Toronto gagnent la série 14-4
- 19 novembre : Imperials de Sarnia 9 - Nationals de Montréal 5
- 26 novembre : Nationals de Montréal 0 - Imperials de Sarnia 15

Les Imperials de Sarnia gagnent la série 24-5

### Finale de l'Est
- 3 décembre : Imperials de Sarnia 8 - Argonauts de Toronto 25

Les Argonauts de Toronto passent au match de la coupe Grey.

### 26eCoupe Grey
- 10 décembre : Les Argonauts de Toronto gagnent 30-7 contre les Blue Bombers de Winnipeg au Varsity Stadium à Toronto (Ontario).

## Honneurs individuels
- Trophée Jeff-Russel (courage, habileté, jeu propre et esprit sportif dans l'IRFU) : Wes Cutler (AD), Argonauts de Toronto